# Каньисарес, Мануэла
Мануэла Каньисарес-и-Альварес (исп. Manuela Cañizares y Álvarez; 27 августа 1769, Кито, Королевская аудиенсия Кито (ныне Эквадор) — 15 декабря 1814, Кито, Королевская аудиенсия Кито) — революционная и политическая деятельница периода борьбы за независимости от Испании в Латинской Америке, национальная героиня Эквадора.
Хозяйка популярного литературного салона в Кито, который около 1797 года стал центром интеллектуальной жизни города.
9-10 августа 1809 года в салоне у Мануэлы Каньисарес состоялась знаменитая встреча эквадорских повстанцев, что привело к формированию Верховной хунты, первого в Латинской Америке независимого от Испании правительства, созданного в г. Кито в результате патриотического движения в вице-королевстве Новая Гранада, возникшего после наполеоновского вторжения в Испанию и начала Пиренейской войны, что и стало началом революционного процесса, который продолжался до 1812 г.
Провозглашение независимости от Испании состоялось в её доме. Мануэла Каньисарес была не только инициатором встречи, но активным её участником, и по общему мнению, одной из ведущих деятелей и движущих сил революции.
Испанские власти заочно приговорили Каньисарес к смертной казни, и ей пришлось скрываться во время войны.
Наравне с революционерами-освободителями от испанского гнёта, такими как Х. Монтуфар, считается в Эквадоре национальной героиней.

## Память
- В 1901 году президент Элой Альфаро назвал в её честь первую в Эквадоре женскую школу.